# Урекень
Урекень, Урекені (рум. Urecheni) — село у повіті Нямц в Румунії. Входить до складу комуни Урекень.
Село розташоване на відстані 304 км на північ від Бухареста, 27 км на північ від П'ятра-Нямца, 81 км на захід від Ясс.

## Населення
За даними перепису населення 2002 року у селі проживали 3077 осіб.
Національний склад населення села:
| Національність | Кількість осіб | Відсоток |
| -------------- | -------------- | -------- |
| румуни         | 2977           | 96,8%    |
| цигани         | 100            | 3,2%     |

Рідною мовою назвали:
| Мова      | Кількість осіб | Відсоток |
| --------- | -------------- | -------- |
| румунська | 2981           | 96,9%    |
| циганська | 96             | 3,1%     |